# NGC 615
NGC 615 est une galaxie spirale située dans la constellation de la Baleine. NGC 615 a été découverte par l'astronome germano-britannique William Herschel en 1785.

## Caractéristiques
Sa vitesse par rapport au fond diffus cosmologique est de 1 547 ± 21 km/s, ce qui correspond à une distance de Hubble de 22,8 ± 1,6 Mpc (∼74,4 millions d'al).
À ce jour, 25 mesures non basées sur le décalage vers le rouge (redshift) donnent une distance de 26,216 ± 3,370 Mpc (∼85,5 millions d'al), ce qui est à l'intérieur des valeurs de la distance de Hubble. Notons cependant que c'est avec la valeur moyenne des mesures indépendantes, lorsqu'elles existent, que la base de données NASA/IPAC calcule le diamètre d'une galaxie et qu'en conséquence le diamètre de NGC 615 pourrait être d'environ 25,2 kpc (∼82 200 al) si on utilisait la distance de Hubble pour le calculer.
La classe de luminosité de NGC 615 est II et elle présente une large raie HI. C'est aussi une galaxie brillante dans le domaine des rayons X,.

## Groupe de NGC 584
NGC 615 fait partie du groupe de NGC 584 qui comprend 9 galaxies brillantes dans le domaine des rayons X : NGC 584, NGC 586, NGC 596, NGC 600, NGC 615, NGC 636, IC 127, UGCA 17 et KDG 007.